# Lösmühle (Hilpoltstein)
Lösmühle ist ein Gemeindeteil der Stadt Hilpoltstein im Landkreis Roth (Mittelfranken, Bayern). Lösmühle liegt in der Gemarkung Hilpoltstein.

## Lage
Die Einöde liegt an der Roth 3,4 km nordwestlich des Ortskerns von Hilpoltstein und 1,3 km südöstlich des Ortskerns von Eckersmühlen. Von der von Hilpoltstein aus nach Eckersmühlen führende Staatsstraße 2220 zweigt circa 800 Meter vor dem Ortsrand von Eckersmühlen ein Anliegerweg in Richtung Westen zur Lösmühle ab. Bei der Mühle befindet sich ein circa drei Hektar großer Angelweiher, der seit 2010 zur Befischung freigegeben ist.

## Geschichte
Die Einödmühle wurde im 13. Jahrhundert von Heinrich von Stein errichtet. 1385 besaß das Nürnberger Patriziergeschlecht der Stromer die Mühle. Sie hieß laut der rentamtlichen Registratur, die Nürnberg 1544 anlegen ließ, „Mühl an der reißenden Leiten“, da die Roth bei Hochwasser hier zum reißenden Fluss werden konnte, oder „Loesmül/Leßmühl“ nach dem wohl zu dieser Zeit hier sitzenden Müller Cunz Leßmeister. Karl Kugler allerdings deutet den Mühlennamen „ohne Zweifel“ als „Mühle am Damme, Mühle mit einem Damme, von leo (Genitiv lewes) für hlaiv, Damm, Hügel.“
Ab 1505 unterstand die Mühle hochgerichtlich und niedergerichtlich dem pfalz-neuburgischen Pflegamt Hilpoltstein. Dieses war von 1542 an für 36 Jahre an die Reichsstadt Nürnberg verpfändet. Aus der Nürnberger Zeit ist bekannt, dass die Mühle „unter der (Waldung) Hegellach“ aus drei Mahlrädern, einer Sägmühl und aus Haus und Hof bestand. In der Beschreibung des Amtes Hilpoltstein von 1604 ist von der „Lößlmuhl“ oder „Loselmuhl/Loßlmuhl“ die Rede.
Gegen Ende des Alten Reiches unterstand die Mühle hochgerichtlich dem nunmehrigen kurbayerischen Pflegamt Hilpoltstein. 1806 wurde die Mühle mit dem Amt Hilpoltstein in das neue Königreich Bayern eingegliedert und kam zum Steuerdistrikt und zur Gemeinde Heuberg. Am 9. Februar 1822 wurde die Lösmühle zusammen mit der Stephansmühle, der Knabenmühle und der Seitzenmühle der Munizipalgemeinde Hilpoltstein beigegeben.
1836 errichtete die damalige Müllerfamilie ein neues Mühlenwohnhaus. 1853 kam die Müllerfamilie Dirsch durch Einheirat auf die Lösmühle, die neben den drei Mahlgängen und der Säge ein Leinölschlagwerk aufwies. Sie errichtete 1859 eine Marienkapelle in der Mühle. 1863 erklärte sich der Müller Dirsch bereit, Tierknochen versuchsweise zu Knochenmehl zu stampfen, das als Düngemittel zum Einsatz kam. 1875 hielt der Müller vier Pferde und zehn Rinder. Die in den späten 1880er Jahren in Betrieb genommene „Gredlbahn“ hatte einen Haltepunkt an der Lösmühle. Er wurde 1922 wegen zu geringem Verkehr aufgegeben.
Der Mahlbetrieb wurde von der Müllerfamilie Dirsch 1972 aufgegeben; das Sägewerk wurde allerdings ausgebaut und unter anderem mit einem Hobelwerk und einer Trocknungsanlage versehen.

## Einwohnerentwicklung
- 1818: 8 („Leesmühl“: 2 Feuerstellen, 2 Familien)[20]
- 1836: 10 (2 Häuser)[21]
- 1837: 7(1 Gebäude)[11]
- 1861: 14 (5 Gebäude)[22]
- 1871: 19 (4 Gebäude)[16]
- 1900: 7 (1 Wohngebäude)[23]
- 1937: 8 (Katholiken)[24]
- 1950: 9 (1 Wohngebäude)[11]
- 1961: 12 (2 Wohngebäude)[25]
- 1970: 16[26]
- 1987: 10 (2 Wohngebäude, 3 Wohnungen)[1]

## Baudenkmäler
Die Marienkapelle der Mühle von 1859 und das Mühlenwohnhaus von 1836 aus Sandsteinquadern mit Satteldach und Fachwerkgiebeln gelten als Baudenkmäler.